# 2021 en catch
Chronologie du catch
- 2020 en catch - 2021 en catch - 2022 en catch

## Événements

### Janvier
- 31 janvier : La WWE organise le pay-per-view Royal Rumble (2021) qui voit les victoires de Edge dans le Royal Rumble Match Masculin et celle de Bianca Belair dans le Royal Rumble Match Féminin.

### Février
- 21 février : La WWE organise le pay-per-view Elimination Chamber (2021), qui voit la victoire de Drew McIntyre face à 5 autres catcheurs puis la victoire de The Miz après utilisation de la mallette gagnée à l'occasion du pay-per-view Money in the Bank.

### Mars
- 21 mars : La WWE organise le pay-per-view Fastlane (2021), dernier pay-per-view avant WrestleMania 37.

### Avril
- 7 et 8 avril : La WWE organise le plus grand pay-per-view de l'année, WrestleMania 37 avec le retour du public. Elle voit Bianca Belair battre Sasha Banks dans le main event de la première nuit et Roman Reigns battre Edge et Daniel Bryan dans le main event de la deuxième nuit.

## Retraites
- Janvier : Lars Sullivan[1]
- 16 janvier : Madison Rayne[2]
- 20 avril : Kenny Dykstra[3]

## Décès
- 8 avril : Pierre Kelekele Lituka[4]